# 規制改革推進会議
規制改革推進会議（きせいかいかくすいしんかいぎ、英語: Regulatory Reform Promotion Council）は、内閣府設置法37条2項に基づき内閣府本府組織令（31条、32条、規制改革推進会議令）にて設置され、同令32条により、「経済に関する基本的かつ重要な政策に関する施策を推進する観点から、内閣総理大臣の諮問に応じ、経済社会の構造改革を進める上で必要な規制の在り方の改革（情報通信技術の活用その他による手続の簡素化による規制の在り方の改革を含む。）に関する基本的事項を総合的に調査審議すること」を目的とした内閣府の諮問会議（審議会等）である。2016年7月末日に設置期限が終了した規制改革会議の後継組織として、9月2日に第3次安倍第2次改造内閣により設立が閣議決定された。

## 概要
2016年9月12日に「規制改革推進会議」の初会合が開催され、9月20日に「行政手続部会」の初会合が開催されている。
2016年11月11日に、規制改革推進会議の農業部会が、全国農業協同組合連合会（全農）に対し、「農薬などの資材を農家に売る事業からの撤退」や「農産品の委託販売の廃止」を1年以内に実行するという独自案を提言したが、自民党農林族議員らの反発があり、期限を設けず全農による自主改革とする案が政府・自民党より提出された。28日に開催された第6回規制改革推進会議において、全農の組織刷新に関する政府・自民党の農業改革案が了承されている。自民農林部会長の小泉進次郎は「全農の体制こそ農家の経営の自由を奪う存在だ」という見解を表明し、安倍晋三首相も「全農改革は農業の構造改革の試金石だ」と改革を後押しする発言をしているが、11日の規制改革推進会議農業部会による当初の提言は、「全農や農林族の反発を自ら招くような急進的な改革」を従前から主張してきた小泉でさえ「高すぎるボール」と発言するなど、厳しい内容であった。

## 構成

### 現任委員
（2022年10月現在）
委員は、下記の通り。
| 役職     | 名前       | 職業                                                   |
| -------- | ---------- | ------------------------------------------------------ |
| 議長     | 大槻奈那   | 名古屋商科大学大学院教授                               |
| 議長代理 | 武井一浩   | 西村あさひ法律事務所パートナー弁護士                   |
|          | 菅原晶子   | 経済同友会常務理事、元厚生労働大臣補佐官               |
|          | 杉本純子   | 日本大学法学部法律学科教授                             |
|          | 岩下直行   | 京都大学公共政策大学院教授、元日本銀行金融機構局審議役 |
|          | 中室牧子   | 慶應義塾大学総合政策学部教授                           |
|          | 本城慎之介 | 軽井沢風越学園理事長、元楽天取締役副社長               |
|          | 御手洗瑞子 | 気仙沼ニッティング代表取締役                           |

### ワーキング・グループ
- 人への投資ワーキング・グループ

座長 大槻奈那

### 過去の委員
（2019年7月末活動終了）
前身組織の規制改革会議からの再任者6名を含む、15名である。
前身組織の規制改革会議からの再任者6名を含む、15名である。
| 役職     | 名前       | 職業                                                         | 前身の規制改革会議からの再任 |
| -------- | ---------- | ------------------------------------------------------------ | ---------------------------- |
| 議長     | 大田弘子   | 政策研究大学院大学教授、元内閣府特命担当大臣（経済財政政策） | 再任                         |
| 議長代理 | 金丸恭文   | フューチャー会長兼社長、経済同友会副代表幹事                 | 再任                         |
|          | 安念潤司   | 弁護士、中央大学大学院法務研究科教授                         | 再任                         |
|          | 飯田泰之   | 明治大学政治経済学部准教授                                   |                              |
|          | 江田麻季子 | 世界経済フォーラム日本代表                                   |                              |
|          | 古森重隆   | 富士フイルムホールディングス会長兼最高経営責任者（CEO）      |                              |
|          | 髙橋滋     | 法政大学法学部教授、一橋大学名誉教授                         |                              |
|          | 新山陽子   | 立命館大学食マネジメント学部教授                             |                              |
|          | 野坂美穂   | 多摩大学経営情報学部事業構想学科専任講師                     |                              |
|          | 長谷川幸洋 | ジャーナリスト、元中日新聞社論説副主幹                       | 再任                         |
|          | 林いづみ   | 弁護士、元名古屋地方検察庁検事                               | 再任                         |
|          | 原英史     | 政策工房社長、元中小企業庁制度審議室長                       |                              |
|          | 森下竜一   | 医師、大阪大学大学院医学系研究科教授                         | 再任                         |
|          | 八代尚宏   | 昭和女子大学グローバルビジネス学部特命教授                   |                              |
|          | 山本正已   | 元富士通取締役会長                                           |                              |

### ワーキング・グループ
- 行政手続部会
- 農林ワーキング・グループ
- 水産ワーキング・グループ
- 医療・介護ワーキング・グループ
- 保育・雇用ワーキング・グループ
- 投資等ワーキング・グループ

### 提言
- 2016年12月6日の第7回会議で、観光立国推進に向けて、「ホテルや旅館の営業を柔軟化するための規制緩和」について、「最低客室数」等5項目の規制撤廃と「客室の床面積」等2項目の規制緩和などに関する提言をまとめている[8]。
- 2017年1月26日の第9回会議で、年次有給休暇（年休）に関する制度を改正することで、「転職した人が年休を初日から取得できるようにすべき」とする提言をまとめている[9]。

## 年表
- 2016年9月12日 第1回会議
- 2016年10月6日 第2回会議
- 2016年10月24日 第3回会議
- 2016年11月7日 第4回会議
- 2016年11月15日 第5回会議
- 2016年11月28日 第6回会議
- 2016年12月6日 第7回会議
- 2016年12月22日 第8回会議
- 2017年1月26日 第9回会議
- 2017年2月7日 第10回会議
- 2017年2月23日 第11回会議